# Khuang Abhaiwongse
Khuang Abhaiwongse, (en tailandés:ควง อภัยวงศ์) (17 de mayo de 1902 - 15 de marzo de 1968). Político de Tailandia, fundador del Partido Demócrata y tres veces primer ministro.
Nació en Battambang (en la actual Camboya) hijo del gobernador de Siam la provincia del mismo nombre. Estudió Ingeniería en la École Centrale de Lyon, Francia.
Durante la Segunda Guerra Mundial alcanzó el título de Mayor y se incorporó como miembro de la Guardia Real Tailandesa con el rey Prajadhipok (Rama VII). Durante los gobiernos de Phraya Phahol Pholphayuhasena y Plaek Phibunsongkhram fue ministro, siendo elegido primer ministro por vez primera el 1 de agosto de 1944 hasta el 17 de agosto de 1945.
En 1946 fundó el Partido Demócrata de Tailandia, siendo su primer líder. El 6 de enero los Demócratas ganaron las elecciones, siendo elegido de nuevo para formar gabinete el 31 de enero. Sin embargo, se vio obligado a dimitir al perder una votación en la Asamblea Nacional el 24 de marzo, 45 días después de su investidura.
El 10 de noviembre de 1947 fue elegido primer ministro por tercera vez con el golpe de Estado de Phin Choonhavan. Sin embargo los golpistas forzaron su dimisión el 8 de abril de 1948.
- Datos: Q719235
- Multimedia: Khuang Abhaiwongse / Q719235